# 106
Aquesta pàgina és per a l'any. Per al nombre, vegeu cent sis.

## Esdeveniments
- Primer document escrit on surt la paraula "catòlic"
- La Dàcia esdevé província romana.[1]

- Inici de la construcció del Fòrum de Trajà.[2]
- Va ser elegit el Papa Alexandre I, sisè papa, que va succeir al Papa Evarist.[3]

## Necrològiques
- Decèbal, rei de Dàcia (suïcidi, perseguit pels romans) (n. 87 dC)[4]